# Terre di Cosenza
Il Terre di Cosenza è un vino DOC la cui produzione è consentita nella provincia di Cosenza.

## Zona di produzione
La zona di produzione comprende tutti i vigneti ubicati nel territorio della provincia di Cosenza.
Sono inoltre delimitare numerose Sottozone
- Colline del Crati***, che comprende l'intero territorio dei comuni di Acri, Bisignano, Castiglione Cosentino, Cervicati, Cerzeto, Lattarico, Luzzi, Marano Marchesato, Marano Principato, Mongrassano, Montalto, Rende, Rose, Rota Greca, San Benedetto Ullano, San Fili, San Martino di Finita, Santa Sofia d'Epiro, San Vincenzo la Costa e Torano Castello.
- Condoleo, limitata al territorio del comune di Mandatoriccio
- Donnici , che comprende parte del territorio dei comuni di Aprigliano, Cellara, Cosenza, Dipignano, Figline Vegliaturo, Mangone, Paterno Calabro, Pedace, Piane Crati e Pietrafitta.
- Esaro, che comprende l'intero dei comuni di Acquaformosa, Altomonte, Fagnano Castello, Firmo, Lungo, Malvito, Mottafollone, Roggiano Gravina, San Donato di Ninea, San Lorenzo del Vallo, San Marco Argentano, San Sosti, Santa Caterina Albanese, Sant'Agata d'Esaro, Spezzano Albanese, Tarsia e Terranova da Sibari.
- Pollino, che comprende l'intero territorio dei comuni di Castrovillari, San Basile, Saracena, Cassano Ionio, Civita e Frascineto.
- San Vito di Luzzi, che  ricade nel territorio della frazione San Vito nel comune di Luzzi.
- Verbicaro, che comprende parte del territorio dei comuni di Verbicaro, Grisolia, Orsomarso, Santa Domenica Talao e Santa Maria del Cedro.

## Disciplinare
Riconosciuta con Decreto 18/10/2011 – GU 03/11/2011
modificata con:
- D.M. 30.11.2011 – G.U. 295 - 20.11.2011
- D.M. 07.03.2014, D.M. 07.11.2014
- D.M. 23.11.2015 - G.U. 284 - 05.12.2015

## Tipologie

### Rosso
La tipologia "rosso" può avere la menzione "riserva" dopo 24 mesi di invecchiamento.
|                                | rosso, rosso riserva, novello                                 | rosso passito                                                 | rosso vendemmia tardiva                                       |
| uvaggio                        | Magliocco minimo 60%; altri vitigni a bacca nera massimo 40%. | Magliocco minimo 60%; altri vitigni a bacca nera massimo 40%. | Magliocco minimo 60%; altri vitigni a bacca nera massimo 40%. |
| titolo alcolometrico minimo    | 11,50% vol                                                    | 16,00% vol                                                    | 13,00% vol                                                    |
| alcole svolto                  |                                                               | 12,00 vol.                                                    | 11,00 vol.                                                    |
| acidità totale minima          | 4,5 g/l                                                       | 4,5 g/l                                                       | 4,5 g/l                                                       |
| estratto secco minimo          | 20,0 g/l.                                                     | 24,0 g/l.                                                     | 22,0 g/l                                                      |
| resa massima di uva per ettaro | 110 q.                                                        | 110 q.                                                        | 110 q.                                                        |
| resa massima di uva in vino    | 70 %                                                          | 50%                                                           |                                                               |

### Rosato
È anche prevista la tipologia "spumante rosé"
|                                | rosato                                                                                   | spumante rosé                                                               |
| uvaggio                        | Greco nero, Magliocco, Gaglioppo, Aglianico, Calabrese, anche congiuntamente, minimo 60% | Mantonico minimo 60% Magliocco, Gaglioppo, Aglianico, Calabrese massimo 40% |
| titolo alcolometrico minimo    | 10,50% vol                                                                               | 11,00% vol                                                                  |
| acidità totale minima          | 5,00 g/l.                                                                                |                                                                             |
| estratto secco minimo          | 18,00 g/l                                                                                | 16,00 g/l.                                                                  |
| resa massima di uva per ettaro | 110 q.                                                                                   |                                                                             |
| resa massima di uva in vino    |                                                                                          |                                                                             |

### Bianco
|                                | bianco                                                                                  | passito                                                                                 | vendemmia tardiva                                                                       | spumante              |
| uvaggio                        | Greco bianco, Guarnaccia bianca, Pecorello, Montonico1 anche congiuntamente, minimo 60% | Greco bianco, Guarnaccia bianca, Pecorello, Montonico1 anche congiuntamente, minimo 60% | Greco bianco, Guarnaccia bianca, Pecorello, Montonico1 anche congiuntamente, minimo 60% | Mantonico minimo 60%. |
| titolo alcolometrico minimo    | 10,50% vol                                                                              | 14,00% vol                                                                              | 13,00% vol                                                                              | 11,00% vol            |
| alcole svolto minimo           |                                                                                         | 12,00% vol                                                                              | 11,00% vol                                                                              |                       |
| acidità totale minima          | 5,0 g/L.                                                                                | l4,5 g/l                                                                                | 4,5 g/l;                                                                                | 5,0 g/l;              |
| estratto secco minimo          | .16,0 g/l.                                                                              | 24,0 g/l.                                                                               | 22,0 g/l.                                                                               | 16,0 g/l.             |
| resa massima di uva per ettaro | 110 q.                                                                                  | 110 q.                                                                                  | 110 q.                                                                                  | 110 q.                |
| resa massima di uva in vino    | 70 %                                                                                    | 70 %                                                                                    | 70 %                                                                                    | 70 %                  |

1 Localmente detto "Mantonico"

### Magliocco
Tale tipologia deve, obbligatoriamente, fare specifico riferimento alla sottozona e/o alla vigna dalla quale provengono le uve, e rispondere ai requisiti di produzione specificati nei successivi articoli 4 e 6. ????
Magliocco uva per ettaro cerca su disciplinare
|                                | Magliocco                                                                                                   | spumante rosé | passito                                    |
| uvaggio                        | Magliocco 1 minimo 85%; Greco nero, Gaglioppo, Aglianico, Calabrese, da soli o congiuntamente, massimo 15%. |               |                                            |
| titolo alcolometrico minimo    | 12,50% vol.                                                                                                 | 11,00% vol;   | 16,00% vol di cui almeno 12,00% vol svolto |
| acidità totale minima          | 5,0 g/l | 5,0 g/l       | 4,5 g/l                                    |
| estratto secco minimo          | 23,00 g/l.                                                                                                  | 16,0 g/l.     | 24,0 g/l.                                  |
| resa massima di uva per ettaro | 110 q. | 110 q.        | 110 q.                                     |
| resa massima di uva in vino    | |               |                                            |

1 Il vitigno Magliocco viene localmente detto anche Magliocco Dolce, Arvino, Mantonico nero, Lacrima o Guarnaccia nera.

### Greco bianco
|                                |                          | passito    | spumante    |
| uvaggio                        | Greco bianco minimo 85%. |            |             |
| titolo alcolometrico minimo    | 10,50% vol;              | 14,00% vol | 11,00% vol; |
| svolto minimo                  |                          | 12,00% vol |             |
| acidità totale minima          | 5,0 g/l;                 | 4,5 g/l;   | 5,0 g/l;    |
| estratto secco minimo          | 16,0 g/l.                | 24,0 g/l.  | 16,0 g/l.   |
| resa massima di uva per ettaro | 105 q.                   |            |             |
| resa massima di uva in vino    | xx %                     |            |             |

### Guarnaccia bianca
anche nelle tipologie spumante e passito
|                                | Bianco                          | Spumante                        | Passito                         |
| uvaggio                        | Guarnaccia bianca almeno l'85%. | Guarnaccia bianca almeno l'85%. | Guarnaccia bianca almeno l'85%. |
| titolo alcolometrico minimo    | 10,50% vol                      | 11,00% vol;                     | 14,00%                          |
| zuccheri residui massimi       |                                 |                                 | 4,00% vol.                      |
| acidità totale minima          | 5,0 g/l                         | 5,0 g/l                         | 4,5 g/l;                        |
| estratto secco minimo          | 16,0 g/l. g/l                   | 16,0 g/l.                       | 24,0 g/l.                       |
| resa massima di uva per ettaro | 110 q.                          | 110 q.                          | 110 q.                          |
| resa massima di uva in vino    |                                 |                                 |                                 |

### Malvasia bianca
Anche nelle tipologie spumante e passito (produzione massima uva Tonnellate/ettato: 11; titolo alcolometrico volumico naturale minimo %: 9,5%)

### Montonico bianco
Anche nelle tipologie spumante e passito (produzione massima uva Tonnellate/ettato: 11; titolo alcolometrico volumico naturale minimo %: 9,5%)

### Pecorello
Anche nelle tipologie spumante e passito (produzione massima uva Tonnellate/ettato: 11; titolo alcolometrico volumico naturale minimo %: 9,5%)

### Chardonnay
Anche nelle tipologie spumante e passito (produzione massima uva Tonnellate/ettato: 11; titolo alcolometrico volumico naturale minimo %: 9,5%)

### Gaglioppo
(produzione massima uva Tonnellate/ettato: 11; titolo alcolometrico volumico naturale minimo %: 10,5%) 

### Greco nero
(produzione massima uva Tonnellate/ettato: 11; titolo alcolometrico volumico naturale minimo %: 10,5%)

### Aglianico
(produzione massima uva Tonnellate/ettato: 11; titolo alcolometrico volumico naturale minimo %: 10,5%)

### Calabrese
(produzione massima uva Tonnellate/ettato: 11; titolo alcolometrico volumico naturale minimo %: 10,5%)

### Cabernet Sauvignon
(produzione massima uva Tonnellate/ettato: 11; titolo alcolometrico volumico naturale minimo %: 10,5%)

### Merlot
(produzione massima uva Tonnellate/ettato: 11; titolo alcolometrico volumico naturale minimo %: 10,5%)

## Colline del Crati
- Bianco
- Rosso
- Rosato
- Magliocco

## Sottozona Condoleo
- Bianco
- Rosso
- Rosato
- Greco Nero

## Sottozona Donnici
- Bianco
- Rosso
- Rosato
- Magliocco

## Sottozona Esaro
- Bianco
- Rosso
- Rosato
- Magliocco

## Sottozona Pollino
- Bianco
- Rosso
- Rosato
- Magliocco
- Moscato passito

## Sottozona San Vito di Luzzi
- Bianco
- Rosso
- Rosato
- Magliocco

## Sottozona Verbicaro
- Bianco
- Rosso
- Rosato
- Magliocco
- Moscato passito

## Abbinamenti consigliati
Il vitigno principe di questa denominazione è il magliocco, diffuso in tutta la provincia e coltivato da sempre nelle ampie vallate dei fiumi del Cosentino.
Il vino, più leggero e delicato nel colore se prodotto nella zona verso l’Esaro, si concentra quando ci si avvicina al Crati, dove esprime al meglio anche la sua capacità di evoluzione. I profumi ricordano i frutti rossi e la prugna e il gusto mette in mostra un tannino che richiede tempo per integrarsi bene nella struttura. Questo vino si abbina bene con il soffritto di maiale, piatto tipico della tradizione contadina.
I vini bianchi di questa denominazione, favoriti dall’altitudine e dalle decise escursioni termiche, coniugano una buona freschezza con una inattesa capacità di evoluzione. Sono vini da provare, per esempio, con la zuppa di fave.